# Mudumalus partialis
Mudumalus partialis is een hooiwagen uit de familie Assamiidae.